# Квіткоїд сундайський
Квіткоїд сундайський (Dicaeum igniferum) — вид горобцеподібних птахів родини квіткоїдових (Dicaeidae).

## Поширення
Ендемік Індонезії. Поширений на Малих Зондських островах. Трапляється на островах Сумбава, Комодо, Флорес, Солор, Бесар, Пантар та Алор. Його природні місця проживання — субтропічні або тропічні вологі низинні ліси та субтропічні або тропічні вологі гірські ліси.

## Підвиди
- Dicaeum igniferum igniferum Wallace, 1864
- Dicaeum igniferum cretum Rensch, 1929